# تپه عید علی
تپه عید علی در شهرستان تاکستان، روستای یام چشمه واقع شده و این اثر در تاریخ ۲۵ اسفند ۱۳۷۸ با شمارهٔ ثبت ۲۶۴۲ به‌عنوان یکی از آثار ملی ایران به ثبت رسیده است.